# Abubaker Ali Kamal
Pour les articles homonymes, voir Kamal.
Abubaker Ali Kamal (né le 8 novembre 1983) est un athlète qatarien spécialiste des courses de demi-fond, notamment du 1 500 m et du 3 000 m steeple.

## Carrière
Sur 3 000 m steeple, il remporte la médaille d'or aux Championnats d'Asie 2011, à Kobe, en 8 min 30 s 23.
Il est suspendu deux ans par l'IAAF du 9 janvier 2012 au 8 janvier 2014 après avoir fait l'objet d'un contrôle antidopage positif en décembre 2011 lors des Jeux panarabes.

## Palmarès
| Date | Compétition                   | Lieu              | Résultat | Épreuve     | Temps          |
| ---- | ----------------------------- | ----------------- | -------- | ----------- | -------------- |
| 1999 | Championnats du monde cadets  | Bydgoszcz         | 4e       | 1 500 m     | 3 min 45 s 72  |
| 2000 | Championnats du monde juniors | Santiago du Chili | 7e       | 1 500 m     | 3 min 44 s 12  |
| 2000 | Championnats d'Asie           | Jakarta           | 2e       | 1 500 m     | 3 min 52 s 62  |
| 2002 | Championnats du monde juniors | Kingston          | 3e       | 3 000 m st. | 8 min 33 s 67  |
| 2002 | Championnats d'Asie           | Colombo           | 3e       | 3 000 m st. | 8 min 37 s 40  |
| 2002 | Jeux asiatiques               | Busan             | 2e       | 3 000 m st. | 8 min 31 s 75  |
| 2003 | Championnats d'Asie           | Manille           | 4e       | 1 500 m     | 3 min 46 s 62  |
| 2005 | Jeux asiatiques en salle      | Bangkok           | 2e       | 1 500 m     | 3 min 50 s 31  |
| 2005 | Jeux asiatiques en salle      | Bangkok           | 3e       | 3 000 m     | 8 min 13 s 24  |
| 2005 | Championnats d'Asie           | Incheon           | 1er      | 1 500 m     | 3 min 44 s 24  |
| 2006 | Jeux asiatiques               | Doha              | 4e       | 1 500 m     | 3 min 41 s 09  |
| 2007 | Jeux asiatiques en salle      | Macao             | 3e       | 1 500 m     | 3 min 50 s 78  |
| 2007 | Jeux asiatiques en salle      | Macao             | 5e       | 3 000 m     | 8 min 13 s 59  |
| 2007 | Championnats d'Asie           | Amman             | 3e       | 800 m       | 1 min 52 s 88  |
| 2007 | Championnats d'Asie           | Amman             | 3e       | 3 000 m     | 3 min 47 s 22  |
| 2007 | Championnats du monde         | Osaka             | 11e      | 3 000 m st. | 8 min 26 s 90  |
| 2007 | Jeux panarabes                | Le Caire          | 3e       | 3 000 m st. | 8 min 43 s 02  |
| 2008 | Championnats d'Asie en salle  | Doha              | 5e       | 800 m       | 1 min 49 s 86  |
| 2008 | Championnats d'Asie en salle  | Doha              | 3e       | 3 000 m     | 3 min 42 s 50  |
| 2008 | Jeux olympiques               | Pékin             | 8e       | 3 000 m st. | 8 min 16 s 59  |
| 2009 | Jeux asiatiques en salle      | Hanoï             | 3e       | 1 500 m     | 3 min 44 s 07  |
| 2009 | Championnats d'Asie           | Guangzhou         | 3e       | 3 000 m st. | 8 min 34 s 73  |
| 2009 | Championnats du monde         | Berlin            | 12e      | 3 000 m st. | 8 min 19 s 72  |
| 2010 | Championnats d'Asie en salle  | Téhéran           | 1er      | 3 000 m     | 3 min 51 s 78  |
| 2011 | Championnats d'Asie           | Kobe              | 1er      | 3 000 m st. | 8 min 30 s 23  |
| 2011 | Championnats panarabes        | Al-Aïn            | finale   | 5 000 m     | DQ             |
| 2011 | Championnats panarabes        | Al-Aïn            | finale   | 3 000 m st. | DQ             |
| 2011 | Jeux mondiaux militaires      | Rio de Janeiro    | finale   | 3 000 m st. | DQ             |
| 2014 | Championnats d'Asie en salle  | Hangzhou          | 2e       | 3 000 m     | 8 min 09 s 48  |
| 2014 | Relais mondiaux de l'IAAF     | Nassau            | 7e       | 4 x 1 500 m | 15 min 10 s 77 |
| 2014 | Coupe continentale            | Marrakech         | 3e       | 3 000 m st. | 8 min 17 s 27  |
| 2014 | Jeux asiatiques               | Incheon           | 1er      | 3 000 m st. | 8 min 28 s 72  |
| 2014 | Jeux asiatiques               | Incheon           | 4e       | 5 000 m     | 13 min 28 s 59 |

## Records
| Épreuve         | Épreuve   | Temps          | Lieu              | Date            |
| --------------- | --------- | -------------- | ----------------- | --------------- |
| 800 m           | Plein air | 1 min 46 s 38  | Pergine Valsugana | 15 juillet 2006 |
| 800 m           | En salle  | 1 min 49 s 21  | Athènes           | 14 mars 2009    |
| 1 500 m         | Plein air | 3 min 36 s 15  | Doha              | 28 avril 2010   |
| 1 500 m         | En salle  | 3 min 41 s 69  | Stockholm         | 18 février 2009 |
| 3 000 m         | Plein air | 7 min 55 s 95  | Rieti             | 27 août 2006    |
| 3 000 m         | En salle  | 8 min 09 s 48  | Hangzhou          | 16 février 2014 |
| 5 000 m         | Plein air | 13 min 25 s 51 | Ninove            | 2 août 2014     |
| 3 000 m steeple | Plein air | 8 min 15 s 80  | Huelva            | 13 juin 2008    |